# Botro (département)
Pour l’article homonyme, voir Botro.
Le département de Botro est un département de Côte d'Ivoire. 